# Großer Silberberg (Magdeburg)
Großer Silberberg ist ein Stadtteil im Norden der Stadt Magdeburg.

## Lage
Der Stadtteil befindet sich im Nordwesten der Stadt und grenzt an die Stadtteile Alt Olvenstedt, Neu Olvenstedt, Neustädter Feld und Sülzegrund, sowie an die Ortschaft Ebendorf.

## Fläche/Bevölkerung/Geografie
Die Fläche des Stadtteils beträgt 3,8667 km². Es gibt keine wohnansässige Bevölkerung.
Der Stadtteil ist zu einem großen Teil unbebaut, weist jedoch am Ostrand ein Einkaufszentrum (Florapark) und ein Gewerbegebiet auf.
Durch den Stadtteil fließen die Große Sülze und die Kratzbreite. Im Stadtteil befinden sich die Erhebungen Großer Silberberg, der dem Stadtteil den Namen gab, und Kleiner Silberberg. Beide enthalten steinzeitliche Hügelgräber.

## Wirtschaft
Der westliche Teil des Stadtteils wird landwirtschaftlich genutzt. Durch die im Einkaufszentrum und im Gewerbegebiet im Osten angesiedelten Unternehmen hat der Stadtteil eine erhebliche wirtschaftliche Bedeutung. Im Jahr 2002 gab es 102 Einzelhandelsbetriebe, drei Friseure, ein Fleischer, ein Bäcker, zwei Sonnenstudios, des Weiteren einen Zahnarzt und eine Apotheke sowie acht Gaststätten. 17 Betriebe gehörten der Handwerkskammer und 79 der IHK an.

## Geschichte
Von der alten Besiedlung des Gebiets zeugen die beiden Hügelgräber, deren Alter auf ca. 5000 bis 6000 Jahre geschätzt wird.
Als eigener Stadtteil wird das Gebiet seit 1992 geführt. Zu diesem Zeitpunkt war eine weitergehende Erschließung des damals landwirtschaftlich genutzten Gebietes als Gewerbegebiet geplant. Hierfür bestand dann jedoch kein Bedarf. Andere bereits entwickelte Gewerbegebiete (Gewerbegebiet Nord) wurden nicht ausreichend ausgelastet. Hinzu kam, dass die ursprünglich bestehende Autobahn-Abfahrt der A 2 nach dem Ausbau der Autobahn wegfiel.